# 皮爾座堂
皮爾座堂（英語：Peel Cathedral）是位於曼島城鎮皮爾的一座教堂，這座教堂是聖公會索多暨馬恩教區的主教座堂。教堂修建於1879年至1884年期間。皮爾城牆內原本有一座主教座堂，在18世紀時荒廢，後決定不重建大教堂而是修建新的教堂，就是現在的皮爾座堂。